# Paraeuchaeta erebi
Paraeuchaeta erebi is een eenoogkreeftjessoort uit de familie van de Euchaetidae. De wetenschappelijke naam van de soort is voor het eerst geldig gepubliceerd in 1929 door Farran.